# コミックブレイド漫画大賞
コミックブレイド漫画大賞（コミックブレイドまんがたいしょう）は、『月刊コミックブレイド』（マッグガーデン）が主催している漫画新人賞である。現在は『コミックブレイド漫画大賞NEO』と題している。

## 概要
基本的には月例であるが、以下のような開催もある。
- SHORT FANTASY COMIC大賞
- ゲームコミックスーパーノヴァ賞
- 日韓合同マッグガーデンコミック大賞

賞金など
- 特別大賞：300万円＋FAX＋デジカメ（連載確約）
- 大賞：100万円＋FAX＋デジカメ（連載確約）
- 優秀賞：30万円＋FAX （受賞作品掲載確約）
- 入選：10万円＋原稿用紙（受賞作品掲載確約）
- 佳作：5万円＋原稿用紙

## 主な受賞者
- 大賞	｢SAILA～あの～星の海に～｣ 吉田典弘
- 準大賞｢怪盗物語｣ 中西達郎
- 佳作	｢I am…｣ 藤本智子
- 佳作	｢風紋三輪真雪｣
- 佳作	｢シャングリラ｣ 内野麻衣子
- 佳作	｢ルルクル☆ミクル｣ 歌島あやの